# Luiz Felipe De Azevedo
Luiz Felipe De Azevedo, född den 17 augusti 1953 i Rio de Janeiro i Brasilien, är en brasiliansk ryttare.
Han tog OS-brons i lagtävlingen i hoppning i samband med de olympiska ridsporttävlingarna 2000 i Sydney.